# Guerra di Shanghai del 1932
La guerra di Shanghai del 1932 fu un conflitto tra la Repubblica di Cina e l'Impero del Giappone. Ebbe luogo nella Concessione internazionale di Shanghai. Gli ufficiali dell'esercito giapponese, sfidando le autorità superiori, avevano provocato manifestazioni anti-giapponesi nell'accordo internazionale in seguito all'invasione giapponese della Manciuria. Il governo giapponese inviò a Shanghai una setta di sacerdoti buddisti giapponesi militanti ultranazionalisti appartenenti alla setta Nichiren. I monaci gridarono slogan nazionalisti anti-cinesi e filo-giapponesi a Shanghai, promuovendo il dominio giapponese sull'Asia orientale. In risposta, si formò una folla cinese che uccise un monaco e ne ferì due. In risposta, i giapponesi a Shanghai si ribellarono e bruciarono una fabbrica, uccidendo due cinesi. Scoppiarono pesanti combattimenti e la Cina fece appello senza successo alla Società delle Nazioni. Il 5 maggio venne finalmente raggiunta una tregua, che chiedeva il ritiro militare giapponese e la fine del boicottaggio cinese dei prodotti giapponesi.
A livello internazionale, l'episodio intensificò l'opposizione all'aggressione del Giappone in Asia. L'episodio contribuì a minare il governo civile a Tokyo; il primo ministro Inukai Tsuyoshi venne assassinato il 15 maggio 1932.

## Denominazione
Nella letteratura cinese è noto come incidente del 28 gennaio (一·二八事變T, 一·二八事变S, Yī Èrbā ShìbiànP), mentre nelle fonti occidentali è spesso chiamata guerra di Shanghai del 1932 o incidente di Shanghai. In Giappone è conosciuto come il primo incidente di Shanghai (in giapponese 第一次上海事変?), alludendo al secondo incidente di Shanghai, che è il nome giapponese della battaglia di Shanghai avvenuta durante le fasi iniziali della seconda guerra sino-giapponese nel 1937.

## Antefatti
Dopo l'Incidente di Mukden, il Giappone aveva acquisito il controllo della Manciuria e alla fine avrebbe stabilito lo governo fantoccio del Manchukuo. Tuttavia, i militari giapponesi pianificarono di aumentare ulteriormente l'influenza giapponese, specialmente a Shanghai, dove il Giappone, insieme alle varie potenze occidentali, aveva diritti extraterritoriali. Il 18 gennaio, cinque monaci buddisti giapponesi, membri di una setta ardentemente nazionalista, gridarono slogan anti-cinesi e vennero picchiati vicino alla fabbrica Sanyou di Shanghai (三友實業社T, 三友实业社S, Sānyǒu ShíyèshèP) da civili cinesi agitati. Due vennero feriti seriamente ed uno morì. Nelle ore successive, un gruppo giapponese bruciò la fabbrica, uccidendo due cinesi nell'incendio.
Un poliziotto venne ucciso e molti altri rimasero feriti quando arrivarono per sedare i disordini. Ciò causò un'ondata di proteste anti-giapponesi ed antimperialiste nella città e nelle sue concessioni, con i residenti cinesi di Shanghai che marciarono per le strade e chiesero un boicottaggio dei prodotti di fabbricazione giapponese.

## Svolgimento del conflitto

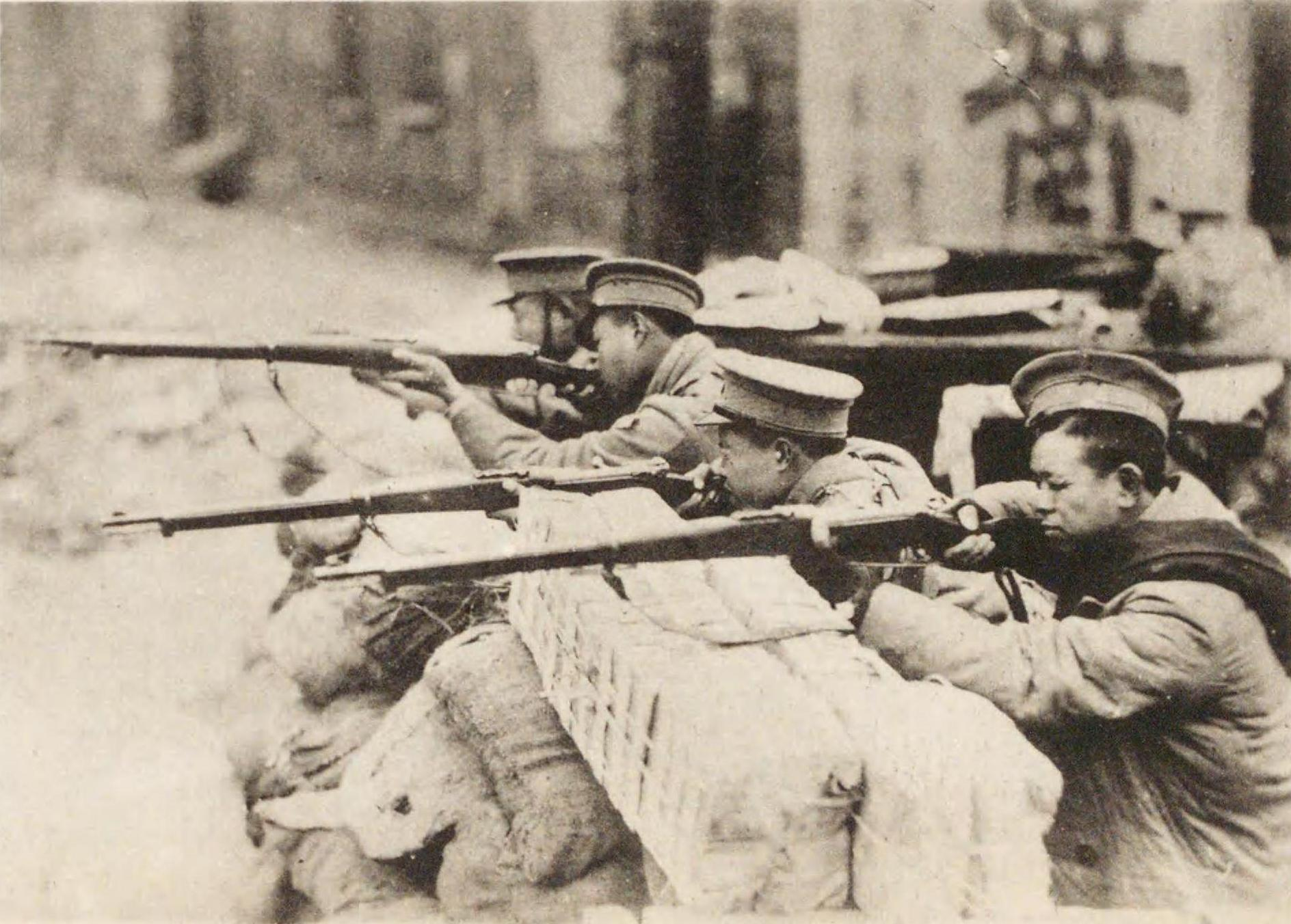
Polizia militare cinese in combattimento

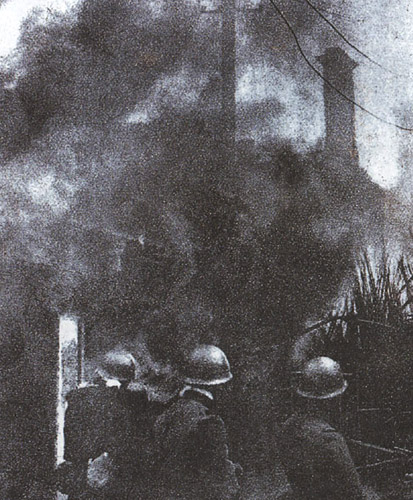
Truppe giapponesi bruciano quartieri residenziali

La situazione continuò a peggiorare durante la settimana successiva. Entro il 27 gennaio, l'esercito giapponese aveva già concentrato circa 30 navi, un certo numero d'idrovolanti e quasi 2 000 soldati attorno alla costa di Shanghai per reprimere qualsiasi resistenza nel caso in cui fosse scoppiata la violenza. La giustificazione dei militari era che dovevano difendere i loro cittadini e le loro proprietà. Inoltre, il distretto di Hongkew, dove risiedeva la maggior parte dei cittadini giapponesi, era stato assegnato al Settore della Difesa giapponese nell'ambito del Programma di difesa internazionale varato dalle potenze straniere a Shanghai l'anno precedente. I giapponesi emisero un ultimatum al Consiglio municipale di Shanghai chiedendo la condanna pubblica e il risarcimento monetario da parte dei cinesi per qualsiasi proprietà giapponese danneggiata nell'incidente dei monaci, e chiedendo che il governo cinese prendesse provvedimenti attivi per sopprimere ulteriori proteste anti-giapponesi nella città. Nel pomeriggio del 28 gennaio, il consiglio municipale di Shanghai accolse queste richieste.
Durante tutto questo periodo, la 19ª Armata della Strada cinese si era ammassata fuori città, causando costernazione all'amministrazione civile cinese di Shanghai e alle concessioni gestite dagli stranieri. La 19ª Armata della Strada era generalmente vista come poco più di una forza di un signore della guerra, che rappresentava un grande pericolo per Shanghai quanto per l'esercito giapponese. Alla fine, Shanghai donò una cospicua tangente alla 19ª Armata della Strada, sperando che se ne andasse e non incitasse un attacco giapponese.
Tuttavia, poco prima della mezzanotte del 28 gennaio, le truppe cinesi in borghese che si erano infiltrate nel distretto di Hongkew nel settore della difesa giapponese spararono contro i marinai giapponesi che lasciavano il loro quartier generale. Vennero mobilitati in risposta tremila marinai giapponesi, attaccando il vicino distretto di Chapei ed assumendo il controllo dell'insediamento giapponese de facto a Hongkew. In quello che fu un sorprendente voltafaccia per molti, la 19ª Armata della Strada, che molti si aspettavano se ne andasse dopo essere stata pagata, oppose una feroce resistenza. Sempre il 28, l'aeronautica cinese inviò nove aerei all'aerodromo di Hongqiao e quel giorno si svolse la prima battaglia aerea tra aerei cinesi e giapponesi, sebbene nessuna delle due parti avesse subito perdite.
Sebbene la battaglia iniziale avesse avuto luogo tra i distretti di Hongkew e Chapei dell'ex colonia di Shanghai, il conflitto alla fine si estese verso Woosung e Kiangwan. Le concessioni straniere rimasero in gran parte intatte dal conflitto ed era spesso il caso che coloro che abitavano nella Concessione internazionale di Shanghai guardassero la guerra dalle rive dell'insenatura di Suzhou. Potevano persino visitare le linee di battaglia in virtù della loro extraterritorialità. The Commercial Press e la Oriental Library vennero distrutte. Il 30 gennaio, Chiang Kai-shek decise di trasferire temporaneamente la capitale da Nanchino a Luoyang come misura di emergenza, poiché la vicinanza di Nanchino a Shanghai avrebbe potuto renderla un obiettivo.
Poiché Shanghai era una città metropolitana con molti interessi stranieri investiti in essa, altri paesi, come Stati Uniti, Regno Unito e Francia, tentarono di negoziare un cessate il fuoco tra Giappone e Cina. Inizialmente venne mediato un cessate il fuoco tra le due nazioni, ma venne successivamente rotto, con entrambe le parti che affermarono che l'altra parte aveva riaperto il fuoco sulle proprie truppe. Il 12 febbraio, i rappresentanti americani, britannici e francesi mediarono un cessate il fuoco di mezza giornata per soccorsi umanitari ai civili coinvolti nel fuoco incrociato.
I giapponesi lanciarono un altro ultimatum, chiedendo che l'esercito cinese si ritirasse a 20 km dal confine delle concessioni di Shanghai, richiesta prontamente respinta. Ciò intensificò solo i combattimenti a Hongkew. I giapponesi non furono in grado di prendere la città entro la metà di febbraio. Successivamente, il numero delle truppe giapponesi venne aumentato a quasi 18 000 uomini con l'arrivo della 9ª Divisione fanteria e della 24ª Brigata mista, supportate da un certo numero di navi da guerra e aeroplani.

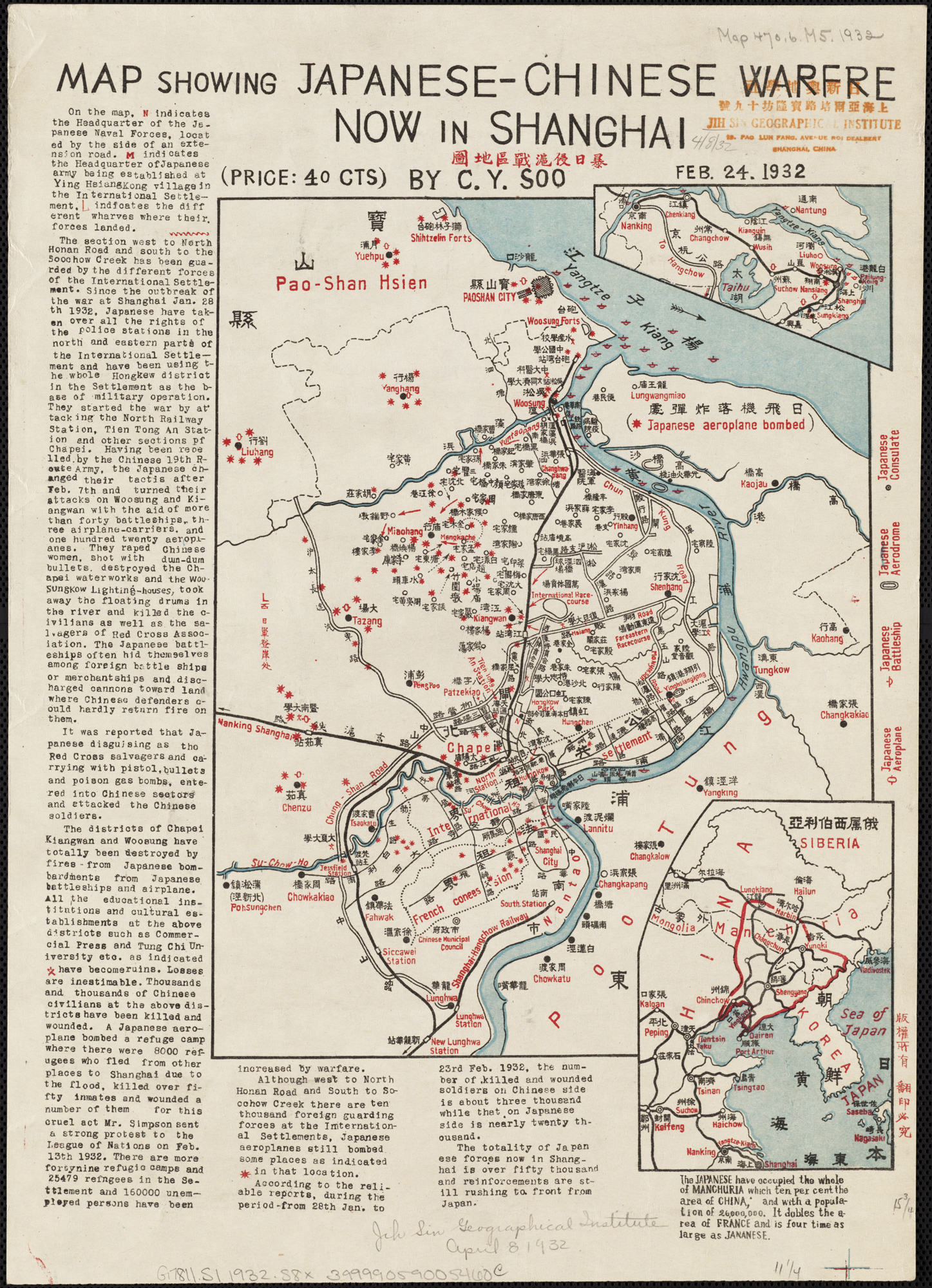
Mappa dei combattimenti a Shanghai

Il 14 febbraio, Chiang Kai-shek inviò la 5ª Armata, incluse l'87ª ed 88ª Divisione, a Shangai.
Il 20 febbraio, vennero aumentati i bombardamenti giapponesi per allontanare i cinesi dalle loro posizioni difensive vicino a Miaohang, mentre i quartieri commerciali e residenziali della città vennero incendiati. Le posizioni difensive cinesi si deteriorarono rapidamente senza supporto navale e corazzato, sebbene il numero dei difensori fosse di quasi cinque divisioni. Nel frattempo le forze giapponesi avevano un'unica divisione: la 9ª Divisione, insieme alla 24ª Brigata mista e alla Forza di Sbarco Navale di Shanghai, che contava circa 18 000 soldati, anch'essi sostenuti da bombardamenti aerei e navali.
Il 28 febbraio, dopo una settimana di feroci combattimenti caratterizzati dall'ostinata resistenza delle truppe principalmente del Guangdong, i giapponesi, supportati da un'artiglieria superiore, presero il villaggio di Kiangwan (ora Jiangwanzhen), a nord di Shangai.
Il 1 marzo, il contingente avanzato dell'11ª Divisione fanteria giapponese sbarcò vicino a Liuhe, dietro le linee cinesi. I difensori lanciarono un disperato contrattacco ma non furono in grado di sloggiare i giapponesi. Dopo il loro accerchiamento, le truppe cinesi abbandonarono Shanghai e l'area circostante e il 3 marzo il comandante giapponese diede l'ordine di fermare i combattimenti.

## Processo di pace

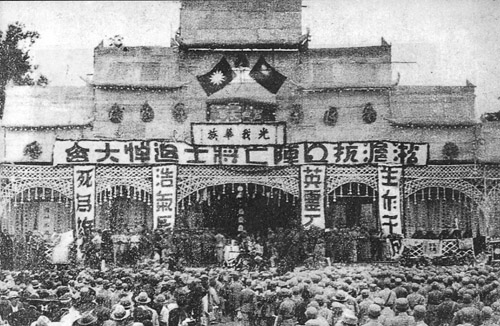
Servizio di commemorazione per i soldati cinesi caduti

Il 4 marzo, la Società delle Nazioni approvò una risoluzione che chiedeva un cessate il fuoco, sebbene persistessero sporadici combattimenti. Il 6 marzo, i cinesi accettarono unilateralmente d'interrompere i combattimenti, sebbene i giapponesi avessero rifiutato il cessate il fuoco. Il 14 marzo, i rappresentanti della Società delle Nazioni arrivarono a Shanghai per mediare un negoziato con i giapponesi. Mentre i negoziati erano in corso, i combattimenti intermittenti continuarono sia nelle zone periferiche che nella città stessa.
Il 5 maggio Cina e Giappone firmarono l'accordo di cessate il fuoco di Shanghai (淞滬停戰協定T, 淞沪停战协定S, Sōnghù Tíngzhàn XiédìngP). L'accordo rendeva Shanghai una zona demilitarizzata e proibiva alla Cina di schierare truppe nelle aree circostanti Shanghai, Suzhou e Kunshan, pur consentendo la presenza di poche unità giapponesi nel città. Alla Cina venne permesso di mantenere solo una piccola forza di polizia all'interno della città.

## Conseguenze
Dopo che venne mediato il cessate il fuoco, Chiang Kai-shek riassegnò la 19ª Armata della Strada per sopprimere l'insurrezione comunista cinese nel Fujian. Dopo aver vinto alcune battaglie contro i comunisti, venne negoziato un accordo di pace. Il 22 novembre, la leadership della 19ª Armata della Strada si ribellò contro il governo del Kuomintang ed istituì il Governo del popolo del Fujian, indipendente dalla Repubblica di Cina. Questo nuovo governo non venne sostenuto da tutti gli elementi dei comunisti e venne rapidamente schiacciato dalle armate di Chiang nel gennaio 1934. I leader della 19ª Armata della Strada fuggirono a Hong Kong, e il resto dell'armata venne sciolto e riassegnato ad altre unità dell'Esercito Rivoluzionario Nazionale.